# جنگ سگ‌ها

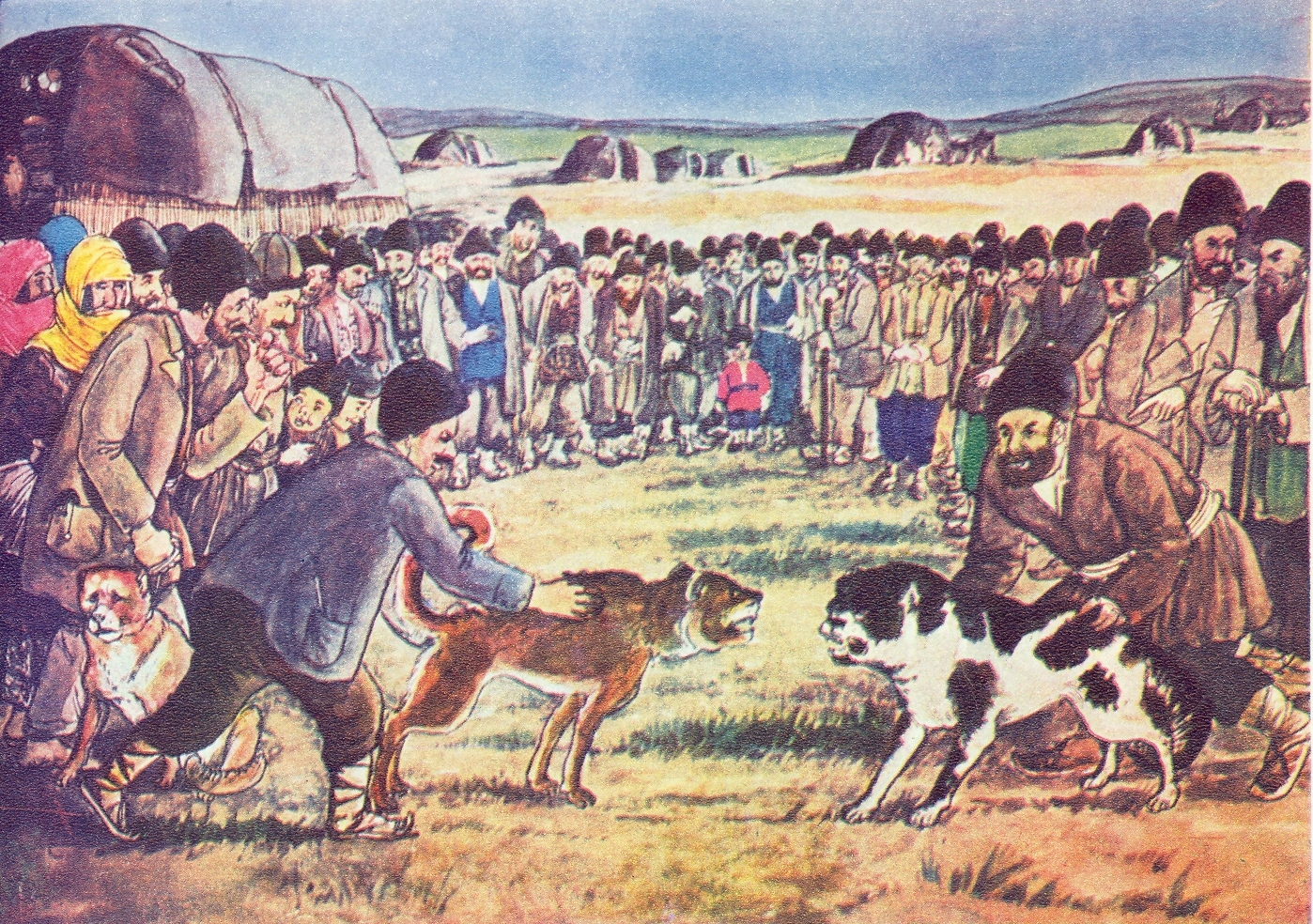
جنگ‌سگ اثر عظیم عظیم‌زاده، ۱۹۳۸

جنگ سگ‌ها، سگ‌دعوا، نبردِ خونینِ سگ‌ها، جنگ‌اندازیِ سگ‌ها یا سگ‌جنگی، گونه‌ای ورزشِ خونین و جانورآزاری است که در آن دو سگ در محیطی بسته برای سرگرمیِ تماشاگران یا ارضاءِ صاحبانِ سگ‌ها در برابر یکدیگر قرار می‌گیرند تا مجبور به مبارزه شوند. در این مسابقات، جانوران تا پای جان می‌جنگند و وسیله‌ای برای شرط‌بندی و تفریح دیگران می‌شوند. جنگ اندازیِ سگ‌ها معمولاً برای شرط‌بندی انجام می‌شود و ناقضِ حقوق حیوانات و کاری غیرِ اخلاقی است.

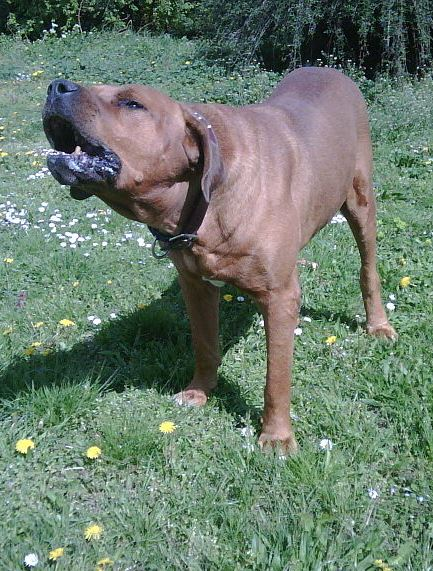
Tosa Inu

## در ایران

### نبرد خونین سگ‌ها در زنجان
خبرِ به جان هم انداختنِ سگ‌ها در برخی نقاطِ استان زنجان برای مدتی به‌گوش می‌رسید. در مجموع اکثر افراد از این کار به عنوان عملی بسیار زشت، زننده و غیرانسانی یاد می‌کنند و برخورد قاطع و قانونی با صاحبان این سگ‌ها را از مقام‌های مسئول انتظار دارند. فرمانده انتظامی شهرستان زنجان نیز با بیان اینکه پلیس نیز همانند دوستداران حیوانات با برگزاری مسابقات جدال خونین سگ‌ها به هر عنوانی که صورت می‌گیرد مخالف است افزود: به فرماندهان پاسگاه‌های انتظامی این شهرستان دستور مقتضی در خصوص جلوگیری از به راه انداختن مسابقات جنگ سگ‌ها داده شده‌است.